# آنا رودريغيز (مغنية)
آنا رودريغيز (بالإنجليزية: Ana Rodríguez) هي ملحنة ومغنية مؤلفة ومغنية كوبية وأمريكية، ولدت في 22 فبراير 1974 في هافانا في كوبا.

## وصلات خارجية
- آنا رودريغيز على موقع ميوزك برينز (الإنجليزية)
- آنا رودريغيز على موقع ميوزك برينز (الإنجليزية)
- آنا رودريغيز على موقع ميوزك برينز (الإنجليزية)
- آنا رودريغيز على موقع ديسكوغز (الإنجليزية)
- آنا رودريغيز على موقع ديسكوغز (الإنجليزية)